# El Consuelo, Durango
El Consuelo är en ort i Mexiko.   Den ligger i kommunen Gómez Palacio och delstaten Durango, i den centrala delen av landet, 800 km nordväst om huvudstaden Mexico City. El Consuelo ligger 1 113 meter över havet och antalet invånare är 474.
Terrängen runt El Consuelo är mycket platt. Runt El Consuelo är det tätbefolkat, med 411 invånare per kvadratkilometer. Närmaste större samhälle är Gómez Palacio, 17,8 km söder om El Consuelo. Omgivningarna runt El Consuelo är i huvudsak ett öppet busklandskap.